# Le Pas-Saint-l'Homer
Le Pas-Saint-l'Homer és un municipi francès situat al departament de l'Orne i a la regió de Normandia. L'any 2007 tenia 115 habitants.

## Demografia

### Població
El 2007 la població de fet de Le Pas-Saint-l'Homer era de 115 persones. Hi havia 52 famílies de les quals 20 eren unipersonals (8 homes vivint sols i 12 dones vivint soles), 8 parelles sense fills, 16 parelles amb fills i 8 famílies monoparentals amb fills.
La població ha evolucionat segons el següent gràfic:
Habitants censats

### Habitatges
El 2007 hi havia 75 habitatges, 54 eren l'habitatge principal de la família, 20 eren segones residències i 1 estava desocupat. Tots els 75 habitatges eren cases. Dels 54 habitatges principals, 32 estaven ocupats pels seus propietaris i 22 estaven llogats i ocupats pels llogaters; 2 tenien una cambra, 6 en tenien dues, 14 en tenien tres, 11 en tenien quatre i 21 en tenien cinc o més. 51 habitatges disposaven pel capbaix d'una plaça de pàrquing. A 24 habitatges hi havia un automòbil i a 24 n'hi havia dos o més.

### Piràmide de població
La piràmide de població per edats i sexe el 2009 era:
| Homes | Edats   | Dones |
| ----- | ------- | ----- |
| 0     | 95 o +  | 0     |
| 0     | 90 a 94 | 0     |
| 0     | 85 a 89 | 0     |
| 0     | 80 a 84 | 4     |
| 4     | 75 a 79 | 0     |
| 4     | 70 a 74 | 4     |
| 0     | 65 a 69 | 0     |
| 8     | 60 a 64 | 4     |
| 4     | 55 a 59 | 4     |
| 12    | 50 a 54 | 8     |
| 0     | 45 a 49 | 8     |
| 0     | 40 a 44 | 0     |
| 0     | 35 a 39 | 4     |
| 8     | 30 a 34 | 0     |
| 4     | 25 a 29 | 4     |
| 0     | 20 a 24 | 4     |
| 4     | 15 a 19 | 4     |
| 4     | 10 a 14 | 0     |
| 4     | 5 a 9   | 0     |
| 0     | 0 a 4   | 4     |

## Economia
El 2007 la població en edat de treballar era de 78 persones, 66 eren actives i 12 eren inactives. De les 66 persones actives 58 estaven ocupades (33 homes i 25 dones) i 8 estaven aturades (4 homes i 4 dones). De les 12 persones inactives 7 estaven jubilades, 3 estaven estudiant i 2 estaven classificades com a «altres inactius».

### Ingressos
El 2009 a Le Pas-Saint-l'Homer hi havia 58 unitats fiscals que integraven 128 persones, la mediana anual d'ingressos fiscals per persona era de 16.410 €.

### Activitats econòmiques
Dels 5 establiments que hi havia el 2007, 1 era d'una empresa de fabricació d'altres productes industrials, 1 d'una empresa de comerç i reparació d'automòbils, 1 d'una empresa d'hostatgeria i restauració i 2 d'empreses classificades com a «altres activitats de serveis».
Dels 2 establiments de servei als particulars que hi havia el 2009, 1 era un taller de reparació d'automòbils i de material agrícola i 1 restaurant.
L'any 2000 a Le Pas-Saint-l'Homer hi havia 17 explotacions agrícoles que ocupaven un total de 1.176 hectàrees.

## Poblacions properes
El següent diagrama mostra les poblacions més properes.